# Vetro Tiffany

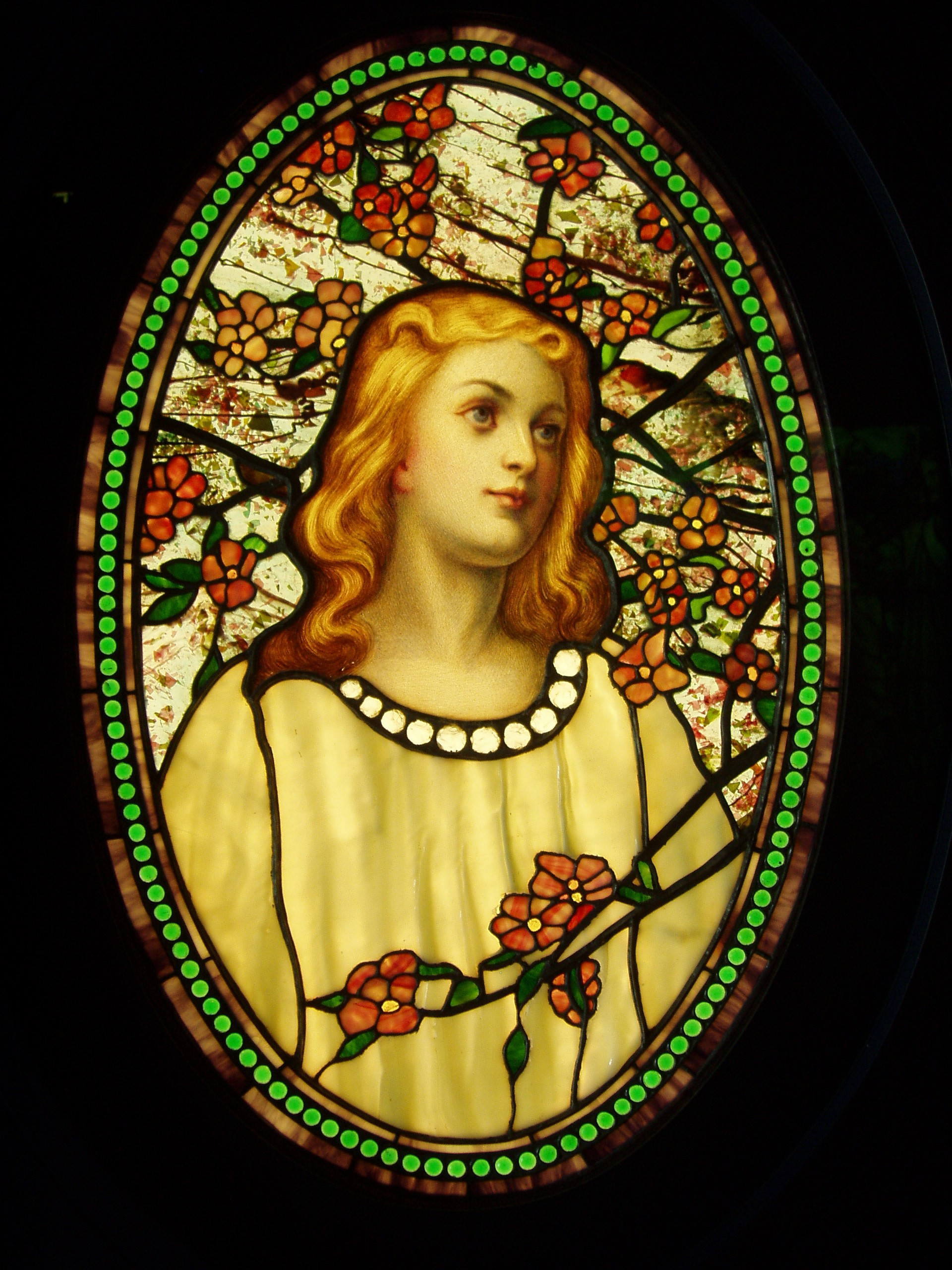
La Ragazza con fiori di ciliegio illustra molti dei tipi di vetro adoperati da Tiffany, che includono l'elaborata pittura policroma del viso, il vetro plissettato per il vestito, il vetro opalescente per i fiori, il vetro screziato sul bordo, il vetro marezzato-fratturato sullo sfondo e quello che può essere vetro iridescente nelle perline.

Vetro Tiffany è il nome dei molti e vari tipi di vetro sviluppati e prodotti dal 1878 al 1933 nei Tiffany Studios di New York, da Louis Comfort Tiffany e da un gruppo di altri disegnatori, tra i quali Frederick Wilson e Clara Driscoll.
Nel 1865, Tiffany viaggiò in Europa, e a Londra visitò il Victoria and Albert Museum, la cui vasta collezione di vetri romani e siriani ebbe su di lui una profonda impressione. Ammirò la colorazione dei vetri medievali e si convinse che la qualità del vetro contemporaneo poteva essere migliorata. Nelle sue parole: «i ricchi toni sono dovuti in parte all'uso di metallo del crogiolo ricco di impurità, e in parte allo spessore ineguale del vetro, ma ancora di più perché il fabbricante di vetro del tempo si asteneva dall'uso di vernice».
Tiffany era un disegnatore d'interni, e nel 1878 il suo interesse si volse verso la creazione di vetrate, quando aprì uno studio e una fonderia propri perché non riusciva a trovare i tipi di vetro che desiderava per la decorazione d'interni. La sua inventiva sia come disegnatore di finestre sia come produttore del materiale con il quale crearle lo rese famoso. Tiffany voleva che il vetro stesso trasmettesse tessitura e colori ricchi e sviluppò un tipo di vetro che chiamò "Favrile".
Il vetro era fabbricato nella fabbrica di Tiffany ubicata al 96-18 della 43ª Avenue nella sezione di Corona del Queens dal 1901 al 1932.

## Tipi

### Vetro opalescente
Il termine "vetro opalescente" si usa comunemente per descrivere vetro in cui è presente più di un colore, fuso durante la fabbricazione, a differenza del vetro placcato in cui due colori possono essere laminati, o del vetro argentato in cui è applicata superficialmente una soluzione di nitrato d'argento, che fa virare il vetro rosso ad arancione e il vetro azzurro a verde. Alcuni tipi di vetro opalescente erano usati da parecchi studi di vetrate in Inghilterra dagli anni 1860 e 1870 in poi, in particolare Heaton, Butler e Bayne. Il suo uso divenne sempre più comune. Il vetro opalescente è la base per la gamma di vetri creati da Tiffany.

### Vetro Favrile
Tiffany brevettò il vetro Favrile in 1892. Il vetro Favrile ha spesso una caratteristica distintiva che è comune in alcuni vetri dell'antichità classica: possiede un'iridescenza superficiale. Questa iridescenza fa sì che la superficie brilli, ma causa anche un certo grado di opacità. Questo effetto iridescente del vetro era ottenuto mescolando colori diversi di vetro mentre era incandescente.
Secondo Tiffany:
"Il vetro Favrile è caratterizzato da colori brillanti o dai toni profondi, solitamente iridescenti come le ali di certe farfalle americane, i colli di piccioni e picchi, le coperture delle ali di vari scarabei."

### Vetro marezzato
Il vetro marezzato è formato da un modello di venature fatte di vetro e fissate sulla superficie di un vetro fuso. Tiffany fece uso di questo vetro con tessitura per rappresentare, ad esempio, ramoscelli, rami ed erba.
Le venature utilizzate devono essere preparate a partire da pasta di vetro ad alta temperatura. Si pongono all'estremità di un'asta di metallo che viene mossa rapidamente avanti e indietro per ottenere venature lunghe e sottili che si raffreddano e si solidificano rapidamente. Queste striature stirate a mano si premono sulla superficie fusa del vetro laminato durante il processo di laminazione, e si fondono in modo permanente.

### Vetro fratturato
Il vetro fratturato si riferisce a una lamina di vetro con un modello di forma irregolare, formato da sottili cialde di vetro fissate alla sua superficie. Tiffany fece uso di questo vetro con tessitura per rappresentare, ad esempio, fogliame visto in lontananza.
Le cialde di vetro irregolari, chiamate fratture, si preparano con pasta di vetro fuso colorato, molto caldo, collocato all'estremità di un cannello. Si soffia con forza formando una grande bolla finché le sue pareti si allungano rapidamente, si raffreddano e si solidificano. La pareti della bolla, sottili come carta, si rompono immediatamente in frammenti. Questi frammenti soffiati a mano si premono sulla superficie della lamina di vetro fuso durante il processo di laminazione, rimanendo fusi in modo permanente.

### Vetro marezzato-fratturato
Il vetro marezzato-fratturato si riferisce a una lamina di vetro con un modello di venature di vetro e cialde di vetro sottili, di forma irregolare, fissate alla sua superficie. Tiffany fece uso di questo vetro con tessitura per rappresentare, ad esempio, ramoscelli, rami ed erba, o fogliame visto in lontananza.
Il processo è una combinazione dei precedenti tipi di vetro, che incorpora filamenti e cialde di vetro, già freddi, alla pasta di vetro caldo durante il processo di laminazione.

### Vetro chiazzato
Il vetro chiazzato si ottiene applicando al vetro laminato una chiazzatura creata mediante un'opacizzazione localizzata, trattata termicamente e un processo di accrescimento dei cristalli.  Il vetro chiazzato fu inventato da Tiffany all'inizio del XX secolo. Lo stile distintivo di Tiffany sfruttava vetri contenenti una varietà di motivi come quelli che si trovavano nel vetro chiazzato, e si basava solo in minima parte su dettagli dipinti.
Quando lo Studio Tiffany chiuse nel 1928, la formula segreta per fare il vetro chiazzato andò dimenticata e perduta. Il vetro chiazzato fu riscoperto alla fine degli anni 1960 da Eric Lovell della Uroboros Glass. Tradizionalmente usato per dettagli organici sulle foglie e altri elementi naturali, il vetro chiazzato trova posto anche nelle opere contemporanee quando si desiderano modelli astratti.

### Vetro striato
Il vetro striato si riferisce al vetro che ha una tessitura con onde marcate sulla superficie. Tiffany fece uso di questo tipo di vetro per rappresentare, per esempio, acqua o venature di foglia.
La tessitura si crea durante il processo di formazione della lamina di vetro. Si forma una lamina di pasta di vetro con un rullo che ruota su sé stesso mentre si sposta in avanti. Normalmente il rullo ruota alla stessa velocità del suo spostamento in avanti, molto simile a un rullo compressore che spiana l'asfalto, e la lamina risultante ha una superficie liscia. Nella fabbricazione del vetro striato, il rullo ruota più velocemente del suo spostamento in avanti. L'effetto delle increspature si mantiene quando il vetro si raffredda.

### Vetro plissettato
Il vetro plissettato indica una lamina di vetro fortemente piegato che simula pieghe di tessuti. Tiffany fece uso abbondante del vetro plissettato nelle vetrate istoriate delle chiese per aggiungere un effetto tridimensionale alle tuniche e alle ali d'angelo fluttuanti, e per imitare la ruvidezza naturale dei petali di magnolia.
La fabbricazione del vetro plissettato richiede abilità ed esperienza. Un rullo manuale di piccolo diametro viene manipolato con forza su una lamina di pasta di vetro per produrre pesanti increspature, che si raddoppiano piegando la lamina. Le increspature diventano rigide e permanenti quando il vetro si raffredda. Ogni lamina prodotta a partire da questo processo artigianale è unica.

## Tecniche di taglio
Per tagliare il vetro marezzato, fratturato o striato, la lamina può essere intaccata sul lato senza marezzature, fratture o increspature con un diamante al carbonio e rotta alla linea di intaccatura con pinze da vetraio.
Per tagliare il vetro plissettato, la lamina può essere collocata sul polistirolo, intaccata con un diamante al carbonio e rotta alla linea di intaccatura con pinze da vetraio, ma si preferisce una sega a nastro o una sega circolare.

## Località e collezioni

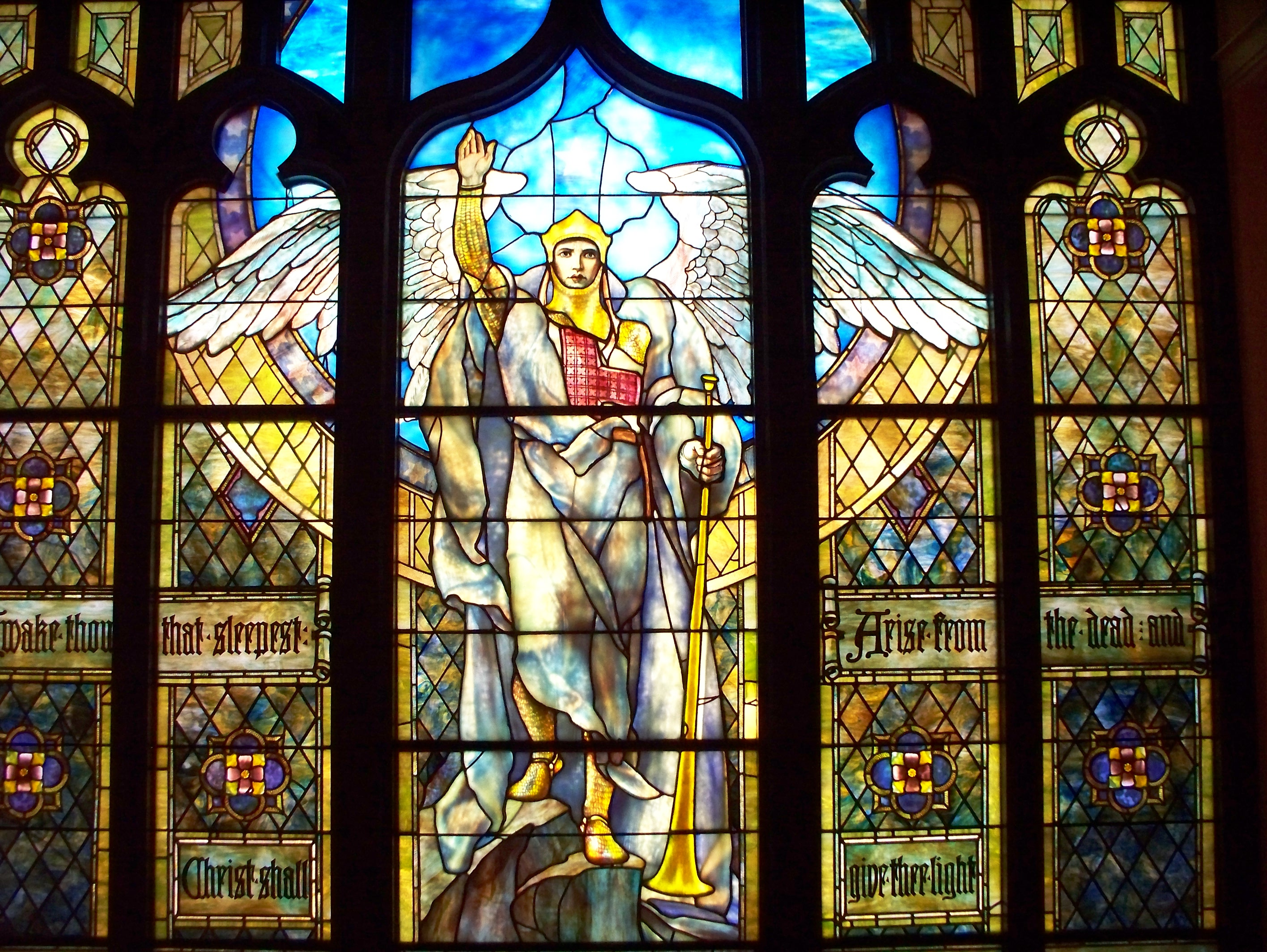
L'Angelo della Resurrezione, l'opera di Louis Comfort Tiffany nella Prima chiesa presbiteriana, Indianapolis (1905)

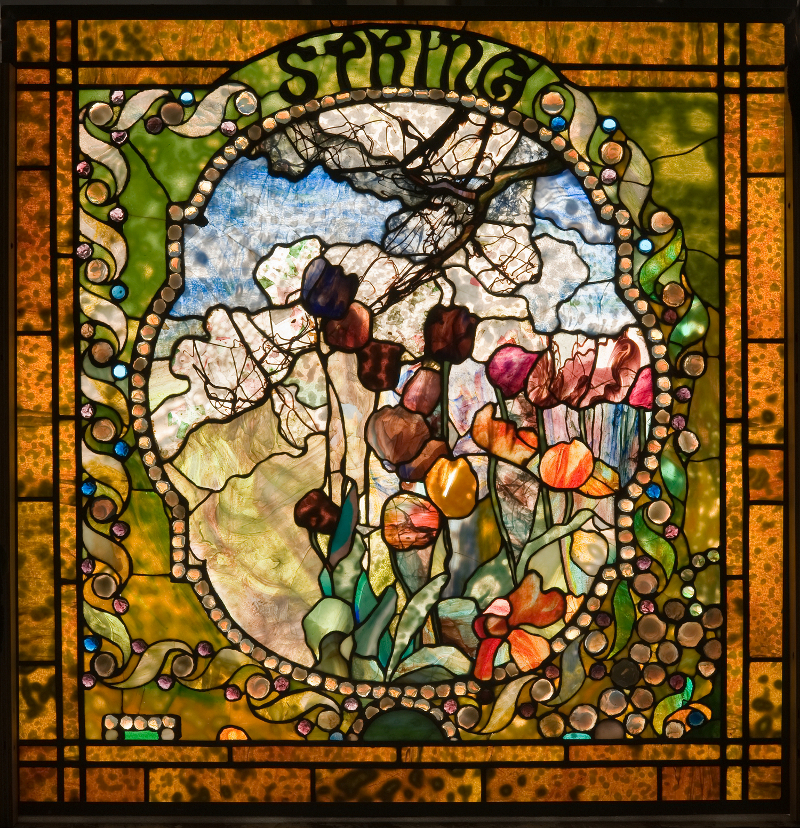
Il pannello "Primavera" da Le Quattro Stagioni. Questo panello era in mostra nella tenuta di Tiffany a Long Island, "Laurelton Hall", ed è ora nella collezione permanente del Museo d'arte americana Charles Hosmer Morse.

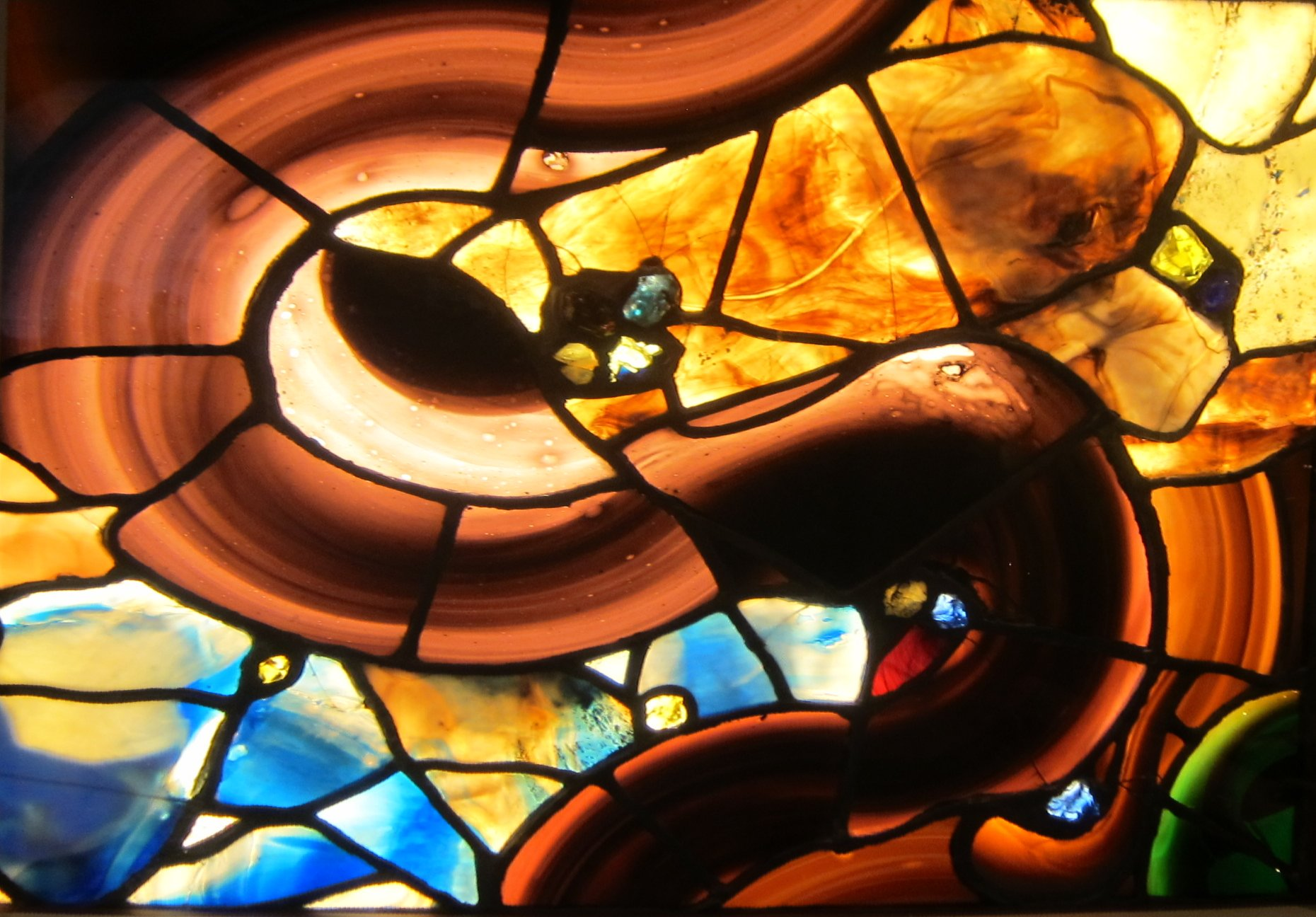
Vetrata d'appartamento Bella, c. 1880, nella collezione del Metropolitan Museum of Art

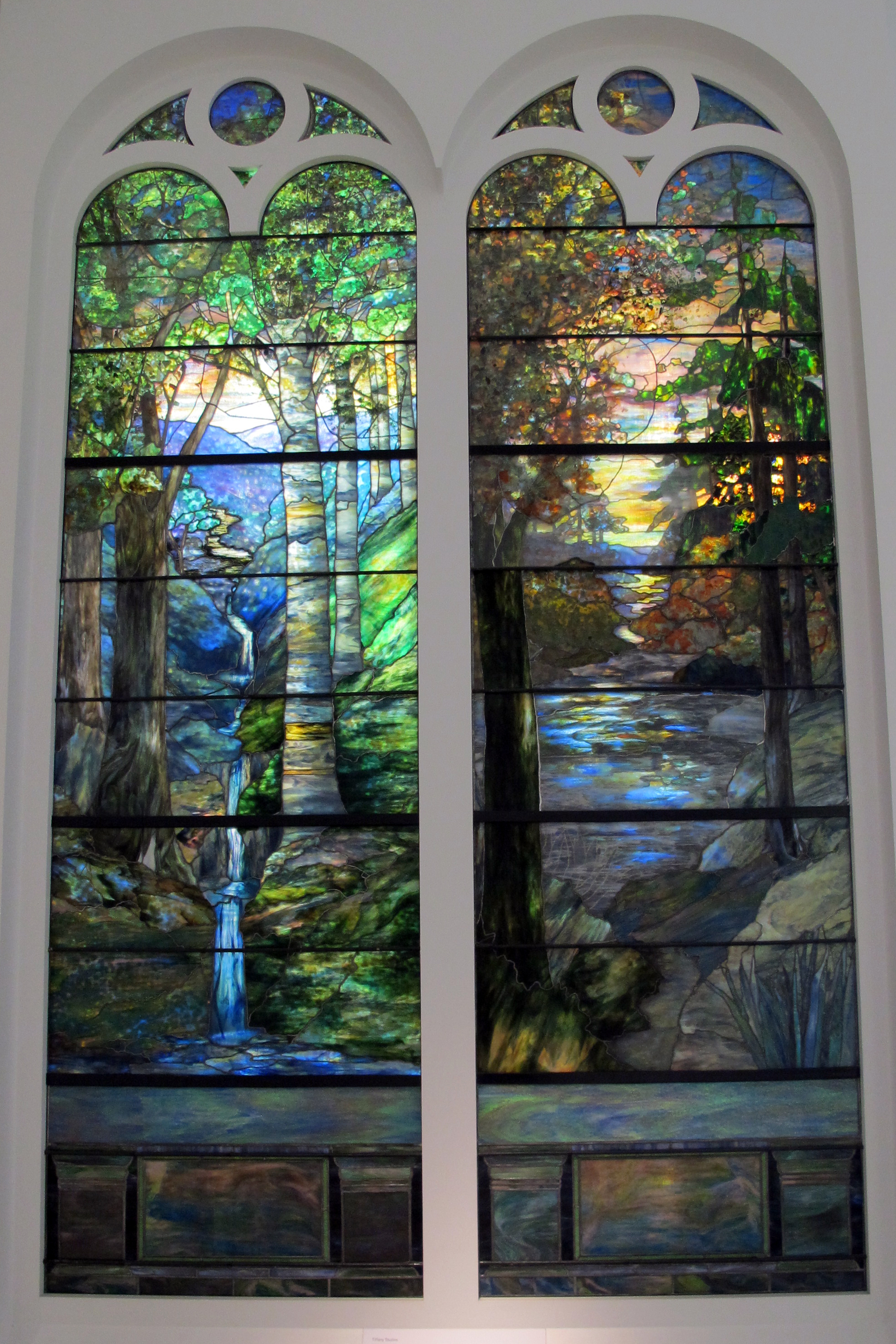
Vetrate con alba nella foresta a primavera e tramonto autunnale (1905), nella collezione del Brooklyn Museum

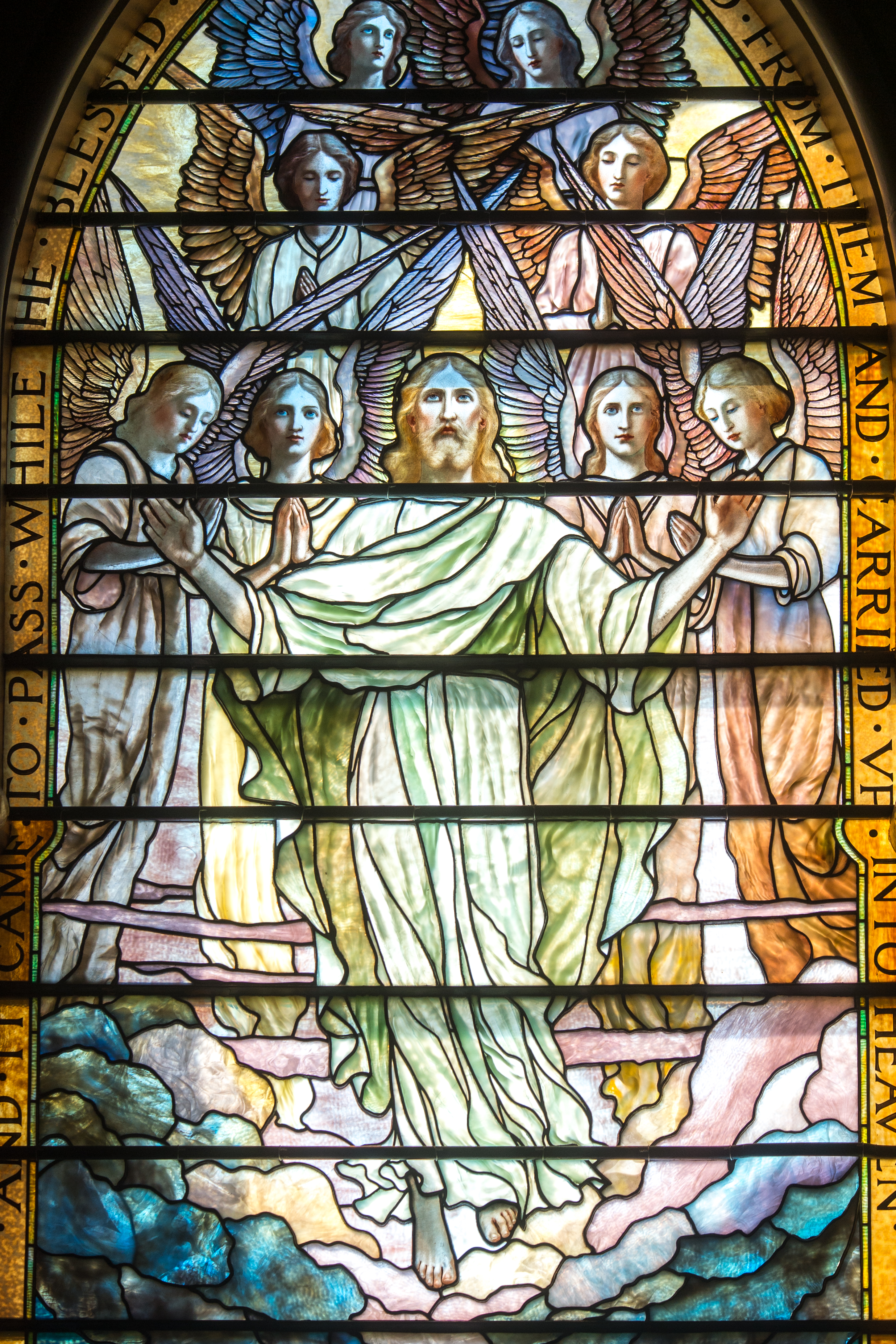
Pannello del 1895 della Tiffany Glass Decorating Company ubicato dentro la Chiesa metodista unita del Calvario di Pittsburgh

### Vetratein situ
- Canada
  - Ontario
    - London – Cattedrale di St. Paul, quattro vetrate, due firmate da Tiffany

  - Québec
    - Montréal – Museo delle belle arti di Montréal, venti vetrate firmate da Tiffany
- Messico
  - Città del Messico – Palazzo delle belle arti[note 2]
- Stati Uniti d'America
  - Arizona
    - Douglas (Arizona) – Hotel Gadsden

  - California
    - San Jose – Casa del mistero Winchester
    - Mare Island, Vallejo – Cappella di St. Peter[6]

  - Colorado
    - Colorado Springs – Prima chiesa metodista unita

  - Connecticut
    - New Haven
      - Chiesa centrale sul Green[7]
      - Chiesa luterana della Trinità[8]

  - Florida
    - St. Augustine – Collegio Flagler

  - Georgia
    - Atlanta – Chiesa episcopale di Tutti i Santi[9]
    - Macon – Chiesa episcopale di St. Paul
    - Savannah – Sala da tè Gryphon

  - Illinois
    - Chicago
      - Macy's sulla State Street, anteriormente Marshall Field's
      - Seconda chiesa presbiteriana sulla South Michigan Avenue

  - Indiana
    - Indianapolis – Seconda chiesa presbiteriana

  - Iowa
    - Dubuque – Chiesa metodista unita di St. Luke[10]

  - Kansas
    - Topeka – Prima chiesa presbiteriana

  - Kentucky
    - Covington – Chiesa episcopale della Trinità[11]

  - Louisiana
    - New Orleans – Università Tulane[12]

  - Maryland
    - Baltimora – Chiesa presbiteriana monumentale di Brown

  - Massachusetts
    - Boston –
      - Chiesa di Arlington Street
      - Chiesa della Convenzione

    - Wellesley – Cappella monumentale Houghton nel Wellesley College

  - Michigan
    - Ann Arbor – Chiesa unitariana universalista (Hobbs & Black)
    - Grand Rapids – 
      - Circolo letterario delle donne
      - Tempio Emanuel

  - Missouri
    - Kansas City – Chiesa episcopale di St. Mary
    - Kirkwood – Chiesa episcopale della Grazia

  - New Hampshire
    - Bretton Woods – Hotel Mount Washington

  - New Jersey
    - Hackensack – Seconda chiesa riformata
    - Maplewood – Chiesa metodista unita monumentale di Morrow
    - New Brunswick – Cappella di Kirkpatrick all'Università Rutgers[13][14]

  - New York
    - Albany – Prima chiesa presbiteriana di Albany[15]
    - Albion – Chiesa universalista monumentale di Pullman
    - Auburn – Cappella Willard
    - Beacon – Chiesa di St. Andrew[16]
    - Briarcliff Manor – Chiesa della Convenzione[17]
    - Irvington –
      - Chiesa presbiteriana di Irvington
      - Sala lettura, Municipio di Irvington

    - Lockport – Prima chiesa presbiteriana[18]
    - New York –
      - Brooklyn – 
        - Chiesa battista monumentale e canonica di Brown[19]
        - Chiesa riformata e canonica di Flatbush
        - Prima società congregazionista unitariana e cappella del Rev. Donald McKinney

      - Manhattan –
        - Stazione di Grand Central – quadrante dell'orologio di 4 m sulla facciata sud[20]
        - Chiesa collegiata di West End, West End Avenue
        - Chiesa di St. Michael, New York, Amsterdam Avenue presso la 99a Strada

    - Roslyn – Chiesa episcopale della Trinità[21]
    - Roxbury – Chiesa riformata monumentale di Jay Gould
    - Saugerties – S. Maria della Neve, 36 Cedar Street
    - Washingtonville – Biblioteca di Moffat

  - Ohio
    - Cleveland – Cappella monumentale Wade nel Cimitero di Lake View
    - Dayton – 
      - Chiesa presbiteriana di Westminster, 125 N. Wilkinson Street[22][23]
      - Cimitero e arboreto storico di Woodland, 118 Woodland Avenue[24]

  - Pennsylvania
    - Altoona – Chiesa episcopale di St. Lukes
    - Brownsville – Chiesa episcopale di Cristo
    - Erie –
      - Cattedrale di St. Paul
      - Prima chiesa presbiteriana

    - Franklin – Chiesa episcopale di St. John Chiesa episcopale
    - Kittanning – Chiesa presbiteriana della Grazia
    - Lewistown –
      - Chiesa episcopale di St. Mark[25]
      - Prima chiesa metodista unita[26]

    - Municipio di Montgomery – Chiesa presbiteriana monumentale di Robert Kennedy
    - New Castle – Chiesa episcopale di St. Jude, anteriormente nota come Chiesa episcopale della Trinità
    - Filadelfia – 
      - Chiesa della Santa Trinità
      - Prima chiesa presbiteriana

    - Pittsburgh – 
      - Chiesa metodista unita del Calvario
      - Chiesa episcopale di Emmanuel
      - Chiesa presbiteriana di Shadyside
      - Prima chiesa presbiteriana
      - Terza chiesa presbiteriana
      - Chiesa episcopale di St. Andrews

    - Sewickley –
      - Prima chiesa presbiteriana
      - Chiesa episcopale di St. Stephen

    - Sharon – Mausoleo Buhl
    - Uniontown –
      - Chiesa presbiteriana unita della Trinità
      - Chiesa episcopale di St. Peter

    - Municipio di Whitemarsh – Chiesa di St. Thomas
    - Williamsport – Centro di culto della comunità di Cristo, anteriormente la Chiesa presbiteriana della Convenzione

  - Tennessee
    - Chattanooga – Basilica dei Santi Pietro e Paolo[27]
    - Memphis – Chiesa episcopale della Grazia-St. Luke

  - Texas
    - Galveston – Chiesa episcopale della Trinità[28]

  - Vermont
    - St. Johnsbury – Chiesa metodista unita della Grazia

  - Virginia
    - Richmond – Congregazione Beth Ahabah
    - Petersburg – Chiesa di Blandford Church
    - Staunton – Chiesa episcopale di Staunton[29]

  - Washington
    - Seattle – Casa di Pierre P. Ferry

  - Wisconsin
    - Milwaukee – Chiesa episcopale di St. Paul
    - Oshkosh – Museo pubblico di Oshkosh[30]

### Musei
- Regno Unito
  - Inghilterra
    - Galleria d'arte Haworth, Accrington[31]
- Stati Uniti d'America
  - Florida
    - Museo d'arte americana Charles Hosmer Morse, Winter Park[32]

  - Illinois
    - Museo del tempo e del vetro Halim, Evanston[33]

  - Louisiana
    - Museo d'arte Newcomb, Università Tulane, New Orleans[34]

  - New York
    - Museo di Brooklyn, Brooklyn, New York
    - Metropolitan Museum of Art, Manhattan, New York
    - Collezione Neustadt dei vetri Tiffany, Museo del Queens Museum, Queens, New York[35]
    - Società storica di New York, Central Park Ovest alla 77ª Strada Ovest, Manhattan, New York[36]

  - Virginia
    - Museo delle belle arti della Virginia, Richmond[37][38]